# Divizia A 1954
La Divizia A 1954 è stata la 37ª edizione del campionato di calcio rumeno, disputato tra il 21 marzo e il 24 novembre 1954 e si concluse con la vittoria finale del Flamura Roșie Arad, al suo quarto titolo.
Capocannoniere del torneo fu Alexandru Ene (Dinamo București), con 20 reti.

## Formula
Le squadre partecipanti passarono da 12 a 14 e disputarono un turno di andata e ritorno per un totale di 26 partite con le ultime tre retrocesse in Divizia B.
Il Metalul Hunedoara fu retrocesso per decisione della federazione.

## Squadre partecipanti
| Club                   | Città         | Stadio | Posizione 1953      |
| ---------------------- | ------------- | ------ | ------------------- |
| CCA București          | Bucarest      |        | Campioni di Romania |
| Știința Timișoara      | Timișoara     |        | 6°                  |
| Locomotiva Timișoara   | Timișoara     |        | 10°                 |
| Locomotiva București   | Bucarest      |        | 5°                  |
| Dinamo Bucarest        | Bucarest      |        | 2°                  |
| Locomotiva Târgu-Mureș | Târgu Mureș   |        | 7°                  |
| Dinamo Brașov          | Brașov        |        | 4°                  |
| Flamura Roșie Arad     | Arad          |        | 3°                  |
| Minerul Petroșani      | Petroșani     |        | 9°                  |
| Metalul Câmpia-Turzii  | Câmpia Turzii |        | Divizia B           |
| Progresul Oradea       | Oradea        |        | 11°                 |
| Știința Cluj           | Cluj Napoca   |        | 8°                  |
| Flacăra Ploiești       | Ploiești      |        | Divizia B           |
| Metalul Hunedoara      | Hunedoara     |        | Divizia B           |

## Classifica finale
|  | Pos. | Squadra                | Pt | G  | V  | N  | P  | GF | GS | DR  |
|  | ---- | ---------------------- | -- | -- | -- | -- | -- | -- | -- | --- |
|  | 1.   | Flamura Roșie Arad     | 35 | 26 | 15 | 5  | 6  | 37 | 29 | +8  |
|  | 2.   | CCA București          | 34 | 26 | 13 | 8  | 5  | 35 | 25 | +10 |
|  | 3.   | Dinamo Bucarest        | 33 | 26 | 12 | 9  | 5  | 62 | 36 | +26 |
|  | 4.   | Locomotiva Timișoara   | 29 | 26 | 10 | 9  | 7  | 40 | 22 | +18 |
|  | 5.   | Știința Cluj           | 28 | 26 | 11 | 6  | 9  | 32 | 32 | 0   |
|  | 6.   | Știința Timișoara      | 27 | 26 | 5  | 17 | 4  | 34 | 27 | +7  |
|  | 7.   | Flacăra Ploiești       | 24 | 26 | 8  | 8  | 10 | 33 | 31 | +2  |
|  | 8.   | Dinamo Brașov          | 24 | 26 | 9  | 6  | 11 | 28 | 28 | 0   |
|  | 9.   | Minerul Petroșani      | 24 | 26 | 6  | 12 | 8  | 28 | 35 | -7  |
|  | 10.  | Locomotiva Târgu-Mureș | 23 | 26 | 8  | 7  | 11 | 30 | 38 | -8  |
|  | 11.  | Metalul Hunedoara      | 23 | 26 | 9  | 5  | 12 | 35 | 51 | -16 |
|  | 12.  | Locomotiva București   | 22 | 26 | 9  | 4  | 13 | 38 | 45 | -7  |
|  | 13.  | Metalul Câmpia-Turzii  | 20 | 26 | 4  | 12 | 10 | 23 | 36 | -13 |
|  | 14.  | Progresul Oradea       | 18 | 26 | 4  | 10 | 12 | 22 | 42 | -20 |

Legenda:

      Campione di Romania
      Retrocessa in Divizia B
Note:

Due punti a vittoria, uno a pareggio, zero a sconfitta.

### Verdetti
- Flamura Roșie Arad Campione di Romania 1954.
- Metalul Hunedoara, Locomotiva București, Metalul Câmpia-Turzii e Progresul Oradea retrocesse in Divizia B.